# Llansadwrn (Carmarthenshire)
Pour les articles homonymes, voir Llansadwrn.
Llansadwrn est un village et une communauté du Carmarthenshire, au pays de Galles.
Au recensement de 2011, elle comptait 517 habitants.

## Toponymie
Llansadwrn signifie l'ermitage ou le monastère (llan) de saint Sadwrn. Le cimetière de Llansadwrn possède une stèle funéraire avec une inscription de la fin du VIe siècle dédiée à un certain Sarurninus [forme proche de Saturnin] et à sa sainte épouse. Un saint nommé Sadwrn est aussi mentionné à Henllan, dans le Denbighshire, mais il s'agirait d'un homonyme. En Bretagne, la paroisse de Saint-Urnel en Plomeur devrait son nom à saint Urnel ou saint Saturnin, déformation de saint Sadwrn (= sadourn = saturn(in]).[réf. nécessaire]